# BMW 501

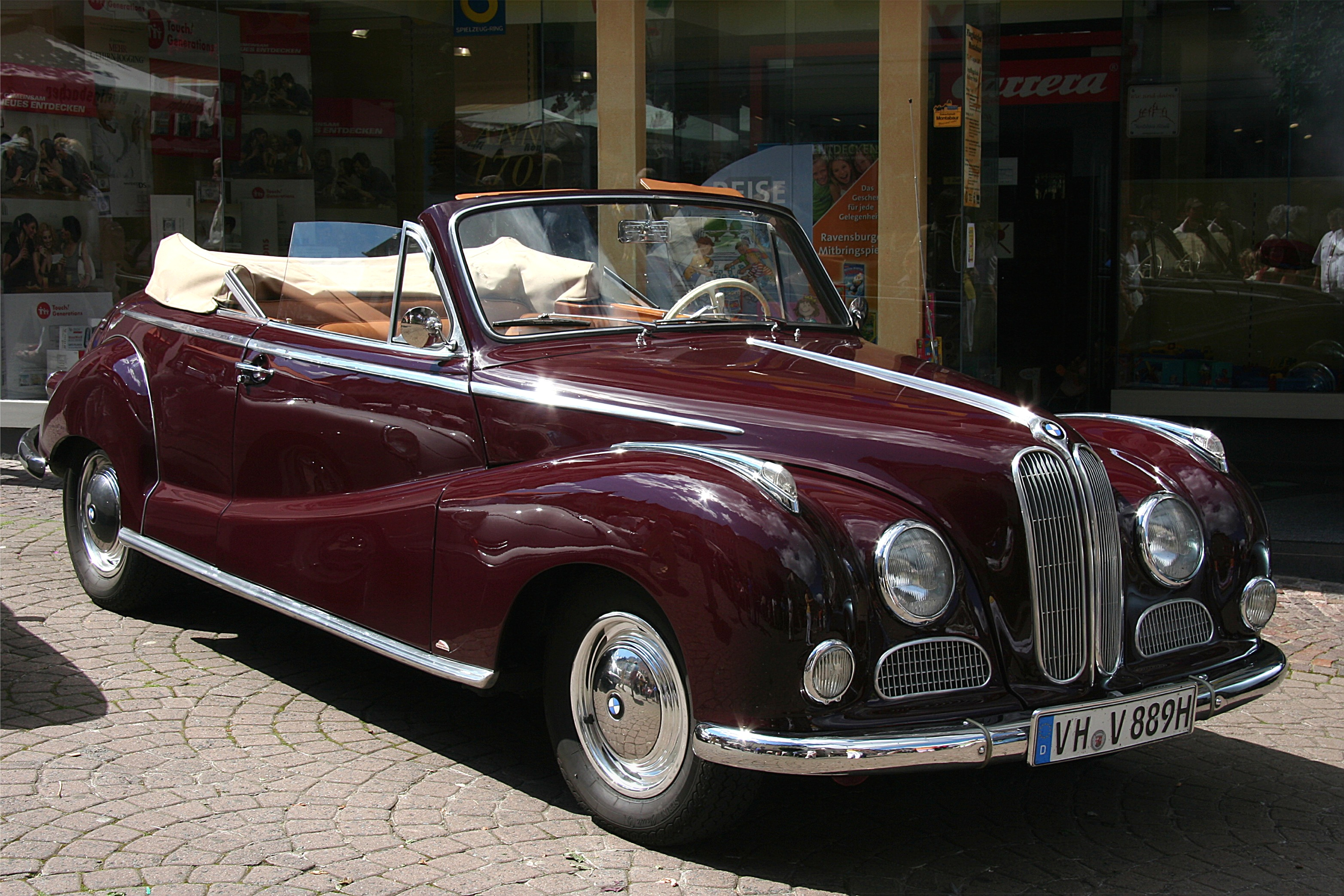
BMW 502 Cabriolet Baur

BMW 501/502 är en personbil, tillverkad av den tyska biltillverkaren BMW mellan 1952 och 1963.

## BMW 501
Efter andra världskrigets slut hade BMW:s bilfabrik i Eisenach hamnat i den sovjetiska ockupationszonen. Där återupptogs tillverkningen av mellankrigsmodellerna, från slutet av 1940-talet under namnet EMW, medan BMW byggde upp en ny produktionsanläggning i München. BMW 501, västtyska BMW:s första efterkrigsmodell presenterades på bilsalongen i Frankfurt 1951, men produktionen kom inte igång förrän i oktober 1952. 
Tekniken baserades på 326-modellen, men framvagnen moderniserades med torsionsfjädring. Motorn hade uppdaterats för högre effekt, men den upplevdes ändå som alltför svag för den tunga bilen. Därför infördes en större 2,1-litersversion från 1954. Bilens bulliga kaross med dess rikliga kromutsmyckning gav upphov till benämningen ”barockängeln”. Från 1954 såldes 501:an även med den V8-motor som introducerats med systermodellen 502. Med den nya motorn upphörde klagomålen på bilens prestanda. 1958 försvann den sexcylindriga motorn och de sista åren såldes bilen under namnet BMW 2600.

## BMW 502
BMW 502 presenterades på Internationella bilsalongen i Genève 1954. Den skilde sig från den enklare 501:an genom en större bakruta och ännu fler kromlister, men framför allt genom en nyutvecklad liten V8-motor, byggd i aluminium. Den fristående karossbyggaren Baur tillverkade öppna och täckta tvådörrarsvarianter. Från 1955 tillkom en större 3,2-litersmotor med olika trimningsgrad och de sista åren såldes bilen under namnet BMW 3200.

## Motor
| Modell  | Motor              | Cylindervolym | Effekt     | Bränslesystem    |
| ------- | ------------------ | ------------- | ---------- | ---------------- |
| 501     | 6-cyl radmotor ohv | 1971 cm³      | 65 hk      | Enkel förgasare  |
| 501     | 6-cyl radmotor ohv | 2077 cm³      | 72 hk      | Enkel förgasare  |
| 501/502 | 8-cyl V-motor ohv  | 2580 cm³      | 95-100 hk  | Dubbla förgasare |
| 502 3.2 | 8-cyl V-motor ohv  | 3168 cm³      | 120 hk     | Dubbla förgasare |
| 3200 S  | 8-cyl V-motor ohv  | 3168 cm³      | 140-160 hk | Dubbla förgasare |